# 郭周藩
郭周藩（?—?），河東人，唐朝詩人。
元和六年進士及第。《全唐詩》卷四八八錄其《谭子池》诗一首。